# Campeonato Italiano de Rugby 1953-54
El Campeonato de Rugby de Italia de 1953-54 fue la vigésimo cuarta edición de la primera división del rugby de Italia.

## Sistema de disputa
El torneo se disputó en formato liga en donde cada equipo enfrentaba a cada uno de sus rivales en condición de local y de visitante.
El equipo que al finalizar el campeonato se ubique en la primera posición se corona campeón del torneo.

## Desarrollo
- Tabla de posiciones:[1]

| Pos. | Equipo            | Encuentros | Encuentros | Encuentros | Encuentros | Tantos | Tantos | Tantos | Puntos |
| Pos. | Equipo            | PJ         | PG         | PE         | PP         | F      | C      | Dif    | Puntos |
| ---- | ----------------- | ---------- | ---------- | ---------- | ---------- | ------ | ------ | ------ | ------ |
| 1.º  | Rovigo            | 18         | 12         | 4          | 2          | 112    | 56     | +56    | 28     |
| 2.º  | Treviso           | 18         | 13         | 2          | 2          | 178    | 64     | +114   | 28     |
| 3.º  | A.S. Rugby Milano | 18         | 8          | 3          | 7          | 96     | 96     | 0      | 19     |
| 4.º  | Rugby Parma       | 18         | 8          | 2          | 8          | 106    | 86     | +20    | 18     |
| 5.º  | Petrarca Padova   | 18         | 8          | 2          | 8          | 100    | 97     | +3     | 18     |
| 6.º  | Rugby Roma        | 18         | 7          | 2          | 9          | 86     | 86     | 0      | 14     |
| 7.º  | Rugby Brescia     | 18         | 5          | 4          | 9          | 76     | 128    | -52    | 14     |
| 8.º  | Amatori Milano    | 18         | 5          | 3          | 10         | 89     | 126    | -37    | 13     |
| 9.º  | L'Aquila Rugby    | 18         | 6          | 1          | 11         | 59     | 101    | -42    | 12     |
| 10.º | Trieste           | 18         | 5          | 3          | 10         | 72     | 134    | -52    | 12     |

|  | Clasifica al desempate por el campeonato. |
|  | Descenso.                                 |

### Desempate
| 20 de junio de 1954 | Rovigo | 9 - 6 | Treviso |  |  |

| Bandera de Italia |
| Campeón Rovigo    |
| Cuarto título     |